# Altair (Mondlandefähre)
| Altair-Mondlandefähre                           | Altair-Mondlandefähre     |
| ----------------------------------------------- | ------------------------- |
| Altair-Logo                                     |                           |
| Beschreibung                                    |                           |
| Einsatzort:                                     | Mondorbit und -oberfläche |
| Besatzung:                                      | 4 Personen oder unbemannt |
| Status:                                         | Projekt eingestellt       |
| Abmessungen                                     |                           |
| Höhe:                                           | 9,9 m                     |
| Durchmesser:                                    | 8,8 m                     |
| Volumen unter Druck:                            | 17,5 m3                   |
| Massen                                          |                           |
| Aufstiegsmodul:                                 | 6.141 kg                  |
| Landemodul:                                     | 37.045 kg                 |
| Gesamt:                                         | 43.186 kg                 |
| Triebwerke                                      |                           |
| Aufstiegsmodul (MMH-NTO)                        | 24,5 kN                   |
| Landemodul (LOX/LH2)                            | 83 kN                     |
| Altair-Landefähre auf dem Mond (Computergrafik) |                           |
| Altair-Lander                                   |                           |

Altair (vormals Lunar Surface Access Module, LSAM) war die von der NASA im Constellation-Programm geplante Mondlandefähre. Diese sollte Personen und Ausrüstung zum Aufbau einer Station (bis 2020) zum Mond transportieren.  Nach der Streichung des Constellation-Programms im Jahr 2009 wurde dieses Fährenprojekt nicht mehr fortgeführt.
Das LSAM wurde im Dezember 2007 auf den Namen „Altair“ getauft. Diese Namensgebung ist eine Hommage an die erste Mondlandung, deren Mondlandemodul „Eagle“ (Adler) hieß. Altair ist der hellste Stern im Sternbild Adler.

## Landefähre
Das Design der Altair-Landefähre wurde aus etwa 100 Konzeptstudien ausgesucht bzw. kombiniert. Die meisten dieser Konzepte sahen einen Aufbau der Fähre wie beim wie Apollo-Landemodul vor, das aus zwei Teilen bestand: Einer Abstiegsstufe, die einen Großteil des Treibstoffs und der Stromversorgung enthielt, sowie einer Aufstiegsstufe, welche die Astronauten, die Lebenserhaltungssysteme und den Treibstoff für den Aufstieg und die Steuerdüsen transportierte. Im Gegensatz zum Apollo-Landemodul sollte die Altair Platz für vier statt zwei Astronauten bieten, während das Orion-Raumschiff unbemannt in der Mondumlaufbahn geblieben wäre. Altair sollte wahlweise auch unbemannt einsetzbar sein, um bis zu 14,5 Tonnen Nutzlast zur Mondoberfläche zu transportieren.
Die Altair-Mondlandefähre sollte zwei Luken besitzen: eine für Andockmanöver im All sowie eine weitere für das Verlassen der Fähre auf der Mondoberfläche. Die Hauptluke wäre mit einer Luftschleuse versehen worden, damit kein Mondstaub in die Fähre geschleppt wird und das Modul unter Normaldruck bleiben kann, wenn ein Besatzungsmitglied einen Raumanzug anlegt. Für die Landeeinheit war auch eine Toilette vorgesehen, wie sie damals bereits in den Sojus-Raumschiffen und der ISS eingesetzt wurde, außerdem einen Essenserwärmer, ein Laser-Entfernungsmesser, ein Höhenradar und ein „Glascockpit“, das auch im Raumschiff Orion eingesetzt wird.

## Geplanter Missionsablauf
Das Mondlandemodul wäre mit einer Ares-V-Rakete und der Earth Departure Stage in die Erdumlaufbahn gestartet worden, um dort an das von einer Ares-I-Rakete ins All beförderten Orion-Raumschiff anzukoppeln. Der gesamte Tross wäre dann – getrieben von der Earth Departure Stage – zum Mond geflogen. Nach dem Transfermanöver zum Mond wäre die Earth Departure Stage abgetrennt worden; Orion wäre mit Altair nach drei Tagen mittels der Altair-Landemodul-Triebwerke in eine Mondumlaufbahn eingeschwenkt. Für die 2,5-stündige Landephasen wären die Besetzungsmitglieder in die Landefähre umgestiegen und hätten Altair von Orion getrennt. Die Landeeinheit wäre mit den vier Besatzungsmitgliedern entweder sieben Tage auf dem Mond verblieben, oder bis zu 210 Tage in Gegenwart einer Mondbasis. Für die Rückkehr hätte sich das Aufstiegsmodul vom Landemodul getrennt und wäre für das Rückkehr-Kopplungsmanöver zum Orion-Raumschiff geflogen. Vor der Rückkehrzündung des Orion-Moduls wäre das Altair-Aufstiegsmodul von Orion wieder abgetrennt worden. Nach dem Eintritt von Orion in die Erdatmosphäre und der Abbremsung der Orion-Landeeinheit wäre diese an Fallschirmen gelandet.

## Galerie

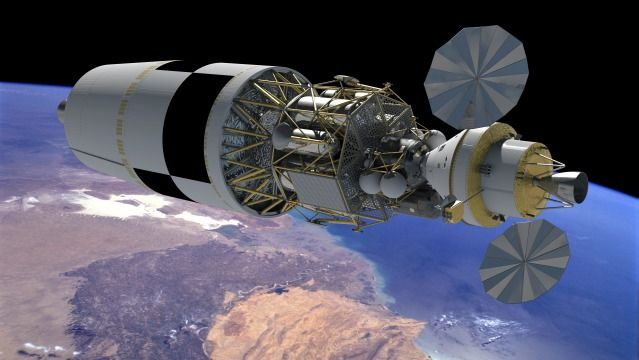
Earth Departure Stage mit Altair-Landefähre und Orion-Transportraumschiff (Computergrafik)
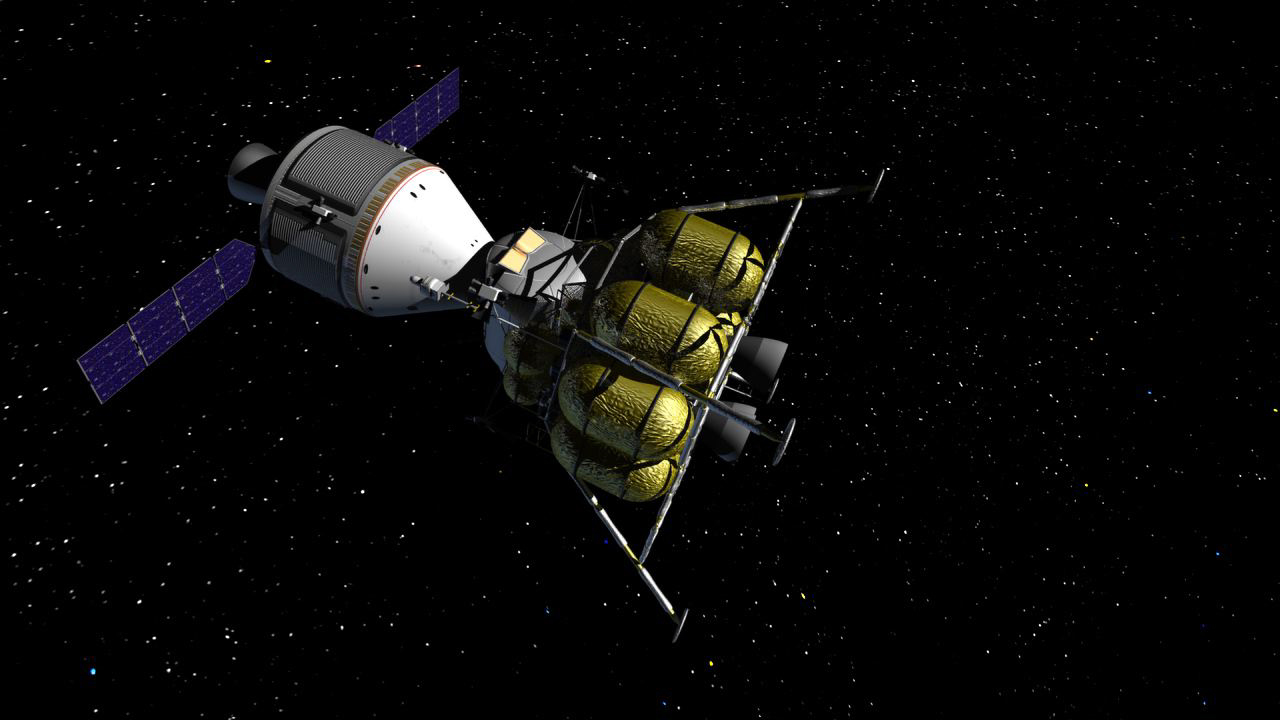
Altair und Orion auf der Reise zum Mond (Computergrafik)
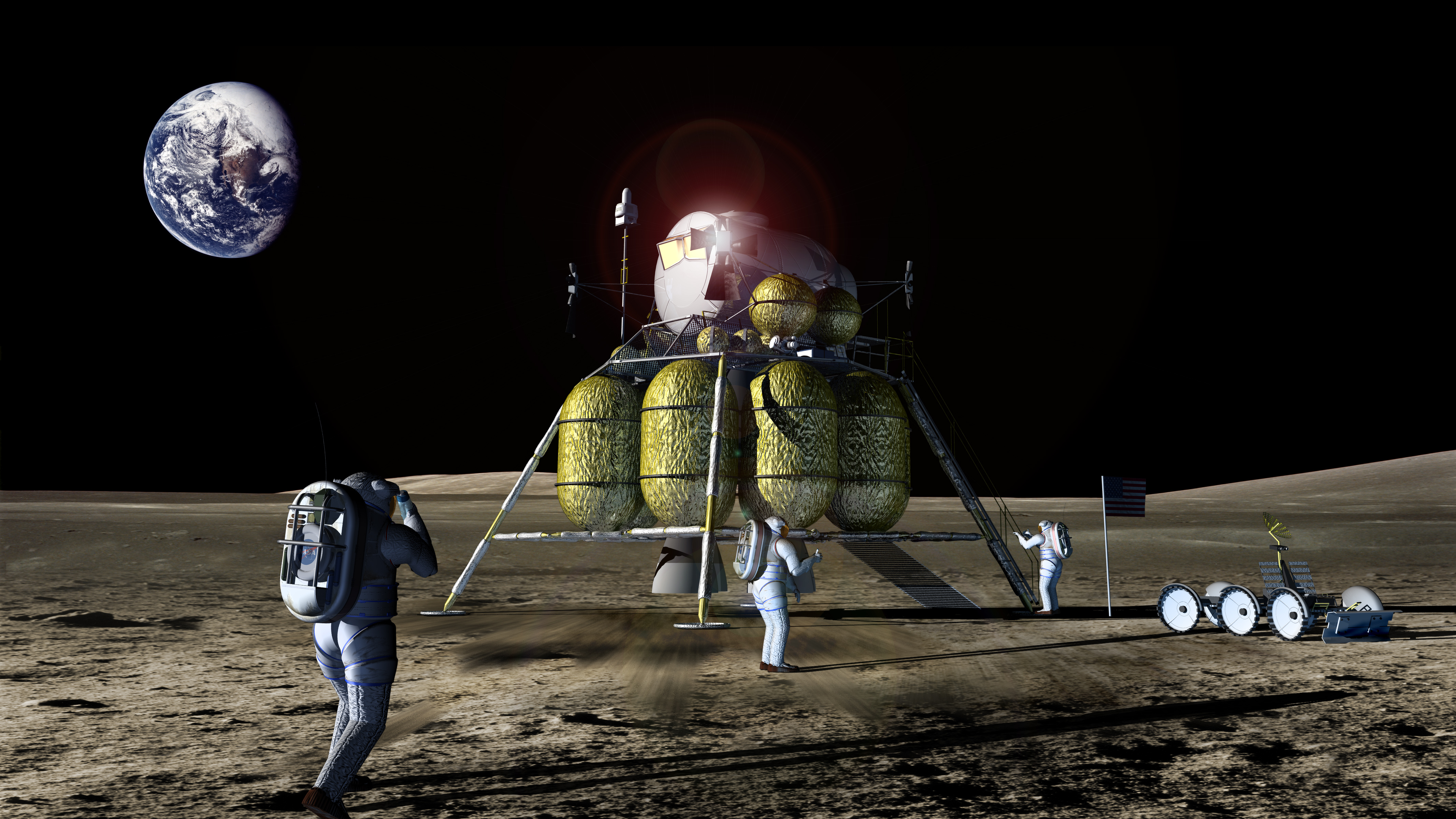
Astronauten mit der Altair-Landefähre auf dem Mond (Computergrafik)
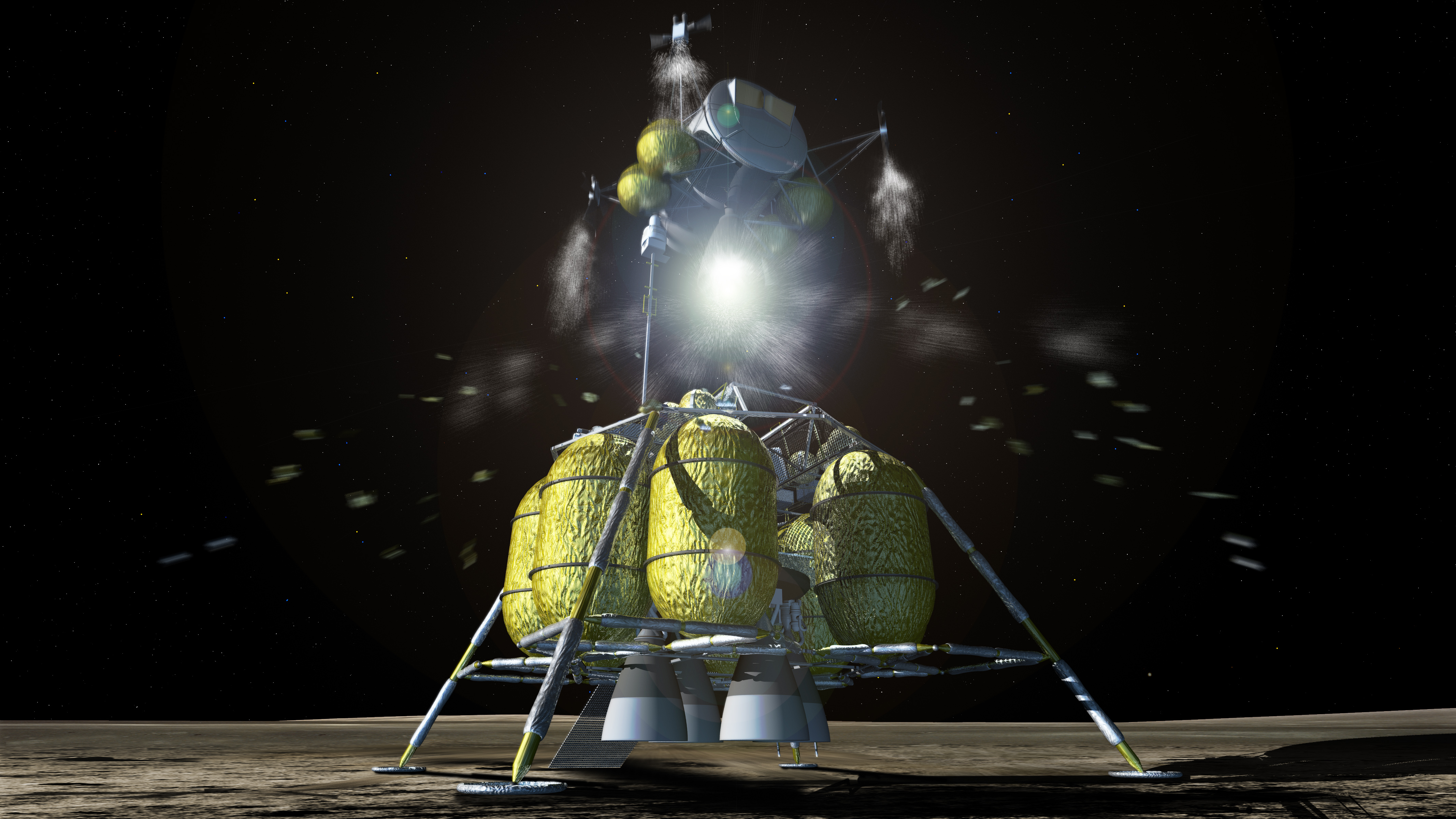
Start des Altair-Aufstiegsmoduls (Computergrafik)
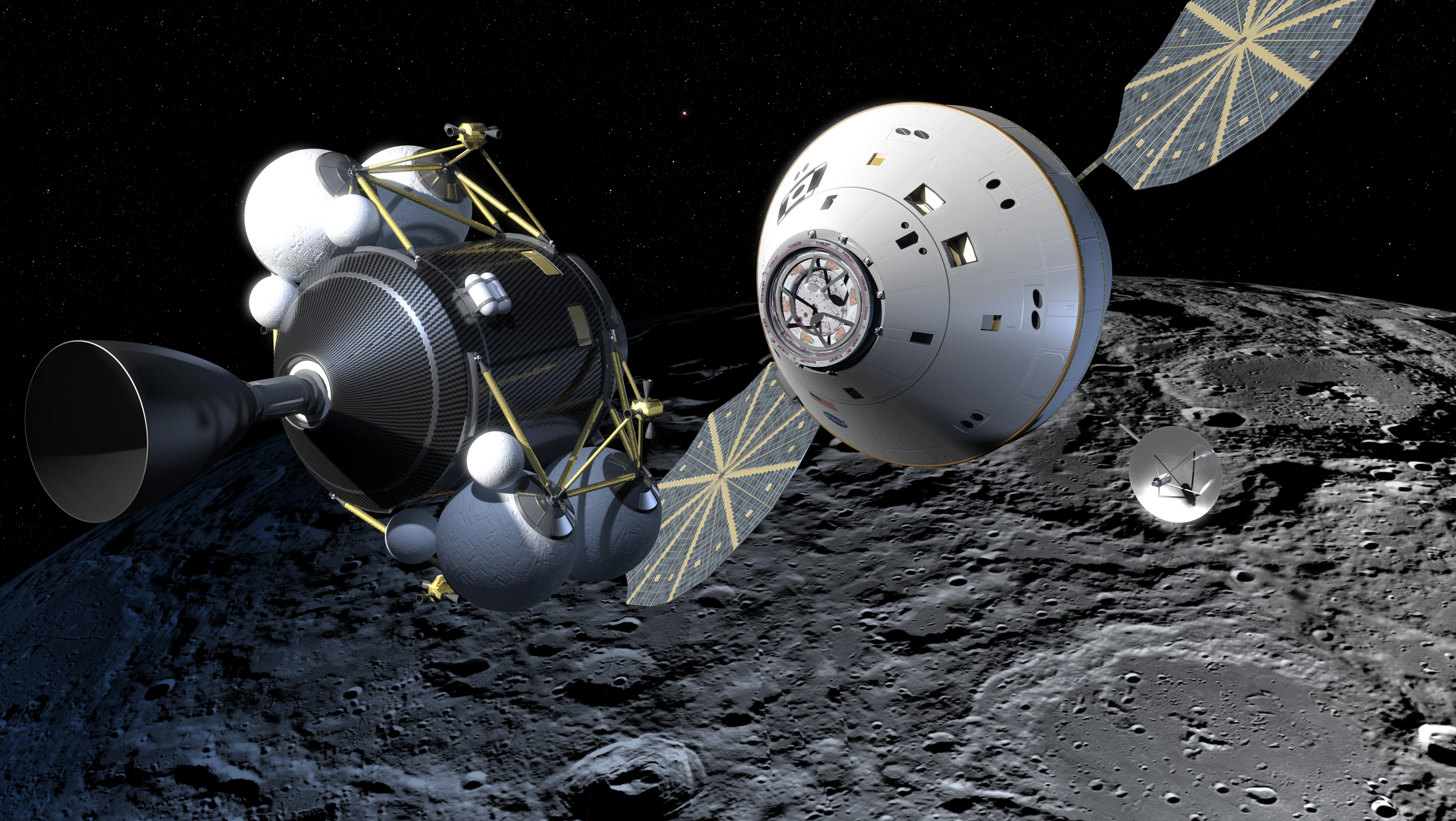
Altair-Aufstiegsmodul mit Orion (Computergrafik)